# Bicosta
Bicosta es un género monotípico de musgos hepáticas perteneciente a la familia Amblystegiaceae. Su única especie es: Bicosta fuegiana.

## Taxonomía
Bicosta fuegiana fue descrita por (Cardot) Ochyra y publicado en Biodiversity of Poland 3: 96. 2003.